# Caproni Ca.306
Ca.306 Caproni – włoski cywilny samolot transportowy.

## Historia
Caproni Ca.306 Borea pierwszy lot odbył w 1935 roku na pokazach lotniczych w Mediolanie. Był to metalowy dolnopłat z dwoma silnikami rzędowymi. Podwozie było stałe. Samolot został zaprojektowany dla 2 osób załogi i 6 pasażerów.
Samolot osiągał prędkość ok. 210 km/h. Było to zdecydowanie mniej niż wiele współczesnych mu samolotów podobnego typu. Ale samolot odznaczał się dobrymi zdolnościami lotu i możliwością wykorzystania go w warunkach pustynnych.
Dwa egzemplarze zostały dostarczone do włoskiej administracji kolonialnej w Libii. Kolejne sześć egzemplarzy dostarczono włoskim liniom lotniczym Ala Littoria.

## Modele
Mimo wyprodukowania niewielkiej liczbie egzemplarzy oprócz Ca.306 powstało kilka bliźniaczych modeli:
- Caproni Ca.309
- Caproni Ca.310
- Caproni Ca.311
- Caproni Ca.312
- Caproni Ca.313
- Caproni Ca.314